# キューバの雪解け
キューバの雪解け（キューバのゆきどけ、英語: Cuban Thaw、スペイン語: deshielo cubano）は、半世紀以上にわたり対立してきたアメリカ合衆国とキューバの関係改善の動きである。
2014年12月17日にアメリカ合衆国大統領バラク・オバマとキューバ国家評議会議長ラウル・カストロは国交正常化交渉の開始を電撃発表した。数か月以内に大使館を開設し、銀行や通商関係の正常化を話し合うことでも合意した。両国政府は2013年からカナダ政府とローマ教皇フランシスコの仲介で、秘密裏に交渉を続けてきた。
2015年4月にオバマ政権はキューバの「テロ支援国家」指定を解除すると発表した。その後の45日間にアメリカ連邦議会も解除に反対しなかったことから、同年5月29日にリストの除外が正式に決定した。
2015年7月20日にアメリカとキューバ相互に大使館が再び開設され、1961年に断交して以来54年ぶりに国交が回復した。
2016年3月20日にはオバマが1928年のカルビン・クーリッジ以来88年ぶりに現職の合衆国大統領として、キューバを訪問した。
アメリカとキューバを結ぶ半世紀以上ぶりの定期航空便の第一便として、2016年8月31日にジェットブルー航空387便がフロリダ州から離陸し、サンタ・クララに着陸した。
オバマの後を継いだドナルド・トランプは2017年6月16日にオバマの対キューバ政策を「完全に」解消するとした自身の路線を打ち出した。オバマ前政権下で緩和されたキューバ軍関連組織との商取引規制や渡航制限などの対キューバ制裁強化策は同年11月9日から施行された。

## キューバ革命から孤立政策へ
キューバで1952年に政権を掌握したフルヘンシオ・バティスタはアメリカ合衆国に従属する政策を推し進めたため、次第に反政府活動が活発化するようになった。その中でフィデル・カストロ率いる革命軍は農民の支持を得て勢力を拡大し、1959年1月1日にキューバ革命でバティスタ政権を武力で打倒することに成功する。
しかし、革命後に成立した政権は農地改革の過程でアメリカ企業を接収したため、これに反発したアメリカがキューバの主要産業である砂糖の輸入を停止して対抗した。この後にキューバが砂糖の買い付けなど経済協力を申し出たソビエト連邦に急接近したことを受け、アメリカが1961年にキューバとの国交断絶を通告したため、キューバも「社会主義革命」を宣言した。1962年10月にはキューバに核弾頭搭載のミサイル基地建設を進めるソ連に対し、アメリカが戦艦と戦闘機でキューバを海上封鎖して核戦争の一歩手前までいくキューバ危機に巻き込まれることになった。
アメリカは断交後に厳しい経済制裁を課すなど、キューバを孤立させる政策を続けてきた。1991年にソ連が崩壊した後もアメリカは制裁を緩和せず、それどころか、1990年代中盤に逆に強化した。反カストロ派のキューバ系アメリカ人がこの対キューバ政策に強い影響力を与えてきたといわれる。

## 雪解けの始まり
2008年の大統領選挙でアメリカ合衆国大統領に当選したバラク・オバマはキューバとの国交正常化をマニフェストに掲げた。オバマは2009年4月にキューバ系アメリカ人によるキューバへの送金や渡航規制を撤廃する方針を打ち出すと同時に、関係閣僚に通信事業会社のキューバ進出を認めるよう指示した。さらに、同月にトリニダード・トバゴで開催された米州首脳会議（第5回米州首脳会議）の開会挨拶の中で、「キューバとの間で新たな始まりを追求する」と表明した。しかし、キューバへの経済制裁と干渉はその後も継続していた。2012年4月にコロンビアで開催された第6回米州首脳会議は会議へのキューバの参加に反対するアメリカ合衆国と賛成するラテンアメリカ諸国の意見の対立などが原因で、共同声明が採択されないまま閉幕した。
2012年7月にキューバ国家評議会議長ラウル・カストロはアメリカ合衆国連邦政府との「あらゆることを議論する」話し合いに応じる意思があることを表明した。2013年12月に南アフリカ共和国で執り行われたネルソン・マンデラの追悼式でバラク・オバマはスピーチの前にラウル・カストロに握手を求め、両首脳は双方の歩み寄りを示唆する握手を交わした。
実はオバマがキューバとの「ハイレベルでの接触」に着手したのはネルソン・マンデラの死より半年以上も前、2013年春のことだった。カナダ政府はアメリカとキューバが秘密交渉を進めるための場所を提供しただけでなく、会談を進めるためにあらゆるサポートを行った。カナダでの両国の高官協議は2013年6月ごろからトロントやオタワで計7回程度行われた。ローマ教皇フランシスコも重要な役割を果たした。フランシスコはオバマとカストロに書簡を送り、捕虜の釈放など人道的な問題を解消するよう促した。2014年10月に両国の代表団を集めてバチカンで行われた詰めの交渉で、双方は合意に達した。
2014年12月17日にオバマは声明を発表し、キューバとの国交正常化交渉を始める方針を示した。キューバとの通商関係の見直しと、1961年に閉鎖された在キューバの大使館再開を目指すと発表した。キューバに対する禁輸措置は失敗したと認め、禁輸解除を検討するよう連邦議会に要請すると述べた。カストロもほぼ同時刻にハバナでスピーチを行い、かつて敵国だった両国が半世紀以上を経た後に「外交関係の再樹立に同意した」と発表した。オバマとカストロはこの前日に約1時間にわたり電話で会談していた。
キューバ系アメリカ人の若い世代でキューバに対するアメリカの政策を改めるべきとの考えが広まりつつあり、キューバには経済状況の悪化にくわえ、盟友だったベネズエラがウゴ・チャベスの死後に石油輸出を減少させているという苦しい事情があった。

## 捕虜の交換

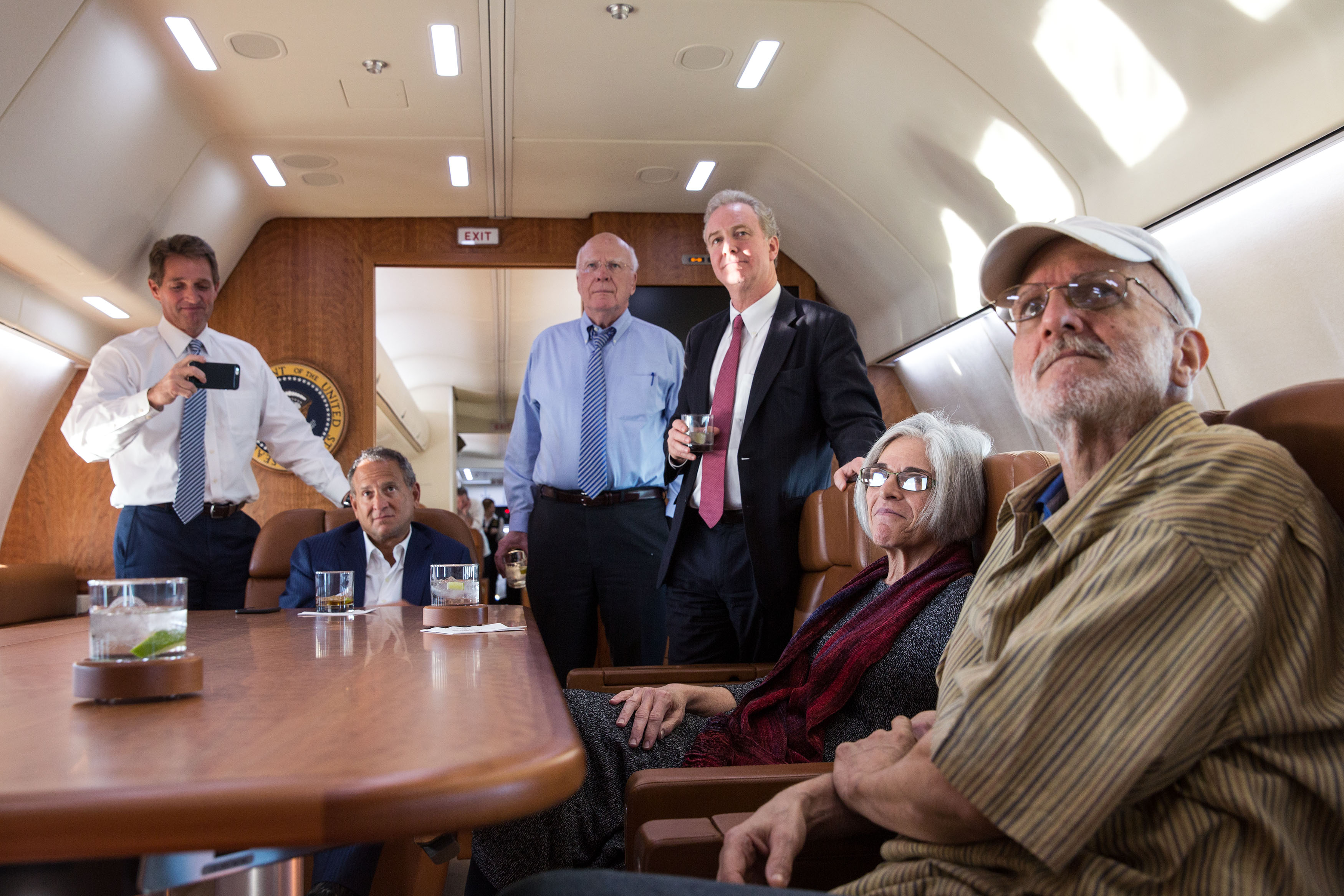
アラン・グロスはアメリカ政府専用機に乗り、2014年12月17日にアメリカに帰国した。グロスは「捕虜交換」でキューバの刑務所から釈放された

2012年5月に、アメリカでスパイの罪に問われて1990年代から服役しているキューバ人諜報員「キューバン・ファイブ」と、キューバで違法な通信衛星機器を設置して逮捕されたアメリカ合衆国国際開発庁（USAID）の下請け業者アラン・グロスの「捕虜交換」をアメリカ側が拒否したと報じられた。
アメリカはその後に方針を急転換することになった。2014年12月にアメリカ合衆国大統領バラク・オバマがキューバと国交正常化を目指すと発表したが、その取り組みの一環として、「捕虜交換」が実施された。グロスのほかに、アメリカの諜報機関のエージェントとして働き、20年近くキューバで服役していたローランド・サーハフ・トルヒーヨも釈放された。2015年1月12日にはアメリカとの国交正常化交渉の一環として、キューバが政治犯53人の釈放を完了したことが明らかになった。
捕虜の交換は1962年に禁輸措置を発動して以来の、ホワイトハウスの対キューバ政策の歴史的な方針転換となった。これで両国関係の障害も取り除かれた。

## 渡航・貿易規制の緩和
オバマ政権は2015年1月16日からアメリカ人のキューバへの渡航規制や送金規制、および両国間の商取引規制の緩和を実施したが、対キューバ禁輸措置を解除する権限を保持するのは連邦議会のみであるため、オバマは連邦議会での2015年1月20日の一般教書演説（2015年の一般教書演説）および翌2016年1月13日の一般教書演説（2016年の一般教書演説）において、禁輸措置を解除するよう議員に訴えた。
2015年2月にコナン・オブライエンが司会を務めるTBSのシリーズの番組がハバナで撮影された。アメリカの深夜トーク番組の司会者がキューバ本島で撮影するのは対キューバ禁輸措置が発動された1962年以降では初めてのことだった。続いて2015年5月にミネソタ管弦楽団が主要なオーケストラとしては16年ぶりにキューバでコンサートを開催した。
メジャーリーグベースボール（MLB）が2015年春にキューバでスプリングトレーニングの実施を計画していたが、準備不足のために延期されたと2015年2月28日にAP通信によって報じられた。MLBコミッショナーのロブ・マンフレッドは3月19日付の『ウォール・ストリート・ジャーナル』へのインタビューの中で「来年のスプリングトレーニング中に（オープン戦が）行われると確信している。1試合か数試合になるかは分からない」と説明している。2016年3月22日にハバナのエスタディオ・ラティーノアメリカーノにおいて、タンパベイ・レイズと野球キューバ代表の親善試合が開催され、カストロとキューバ訪問中のオバマも観戦した。MLB球団がキューバ国内で試合をするのは1999年のボルチモア・オリオールズ対キューバ代表の親善試合以来17年ぶりとなった。
2015年3月にサンカントリー航空が運航するニューヨーク市のジョン・F・ケネディ国際空港からハバナのホセ・マルティ国際空港へのチャーター便が始まった。同年5月5日にアメリカ合衆国財務省はフロリダとキューバを結ぶフェリーの就航に向け、少なくとも4社の運航会社に事業免許を交付した。
2015年にキューバを訪問したアメリカ人の数は前年より77％増加の16万1千人にのぼった（2016年は前年よりさらに増加して28万5千人が訪問した）。また、ピュー研究所の報告によると、2015年に港経由でアメリカに入国したキューバ人の数は43,159人にのぼり、前年の24,278人と比べて78%も増加したことがわかった（2016年は前年よりさらに31%増加して56,406人が港経由で入国した）。

## 国交正常化へ

### 二国間交渉
2015年1月21日にアメリカとキューバはハバナで国交正常化に向けた二国間協議を開始した。初日の交渉では、ハバナのコンベンション・センターで移民問題に関する非公開会談を行った。この会談でキューバの代表者は海上で捕捉された場合は送還されるが、アメリカ合衆国本土に上陸した場合は在留許可を与えるという「濡れた足と乾いた足」政策を廃止するよう求めた。これに先立ち、CNNはオバマの雪解け声明後にアメリカ政府が対キューバ難民政策を変更するとのうわさが広まり、アメリカへの「駆け込み」入国を図るキューバ人の数が急増していると報じている。
アメリカ側の代表を務める西半球担当国務次官補のロバータ・ジェイコブソンは「人権問題がアメリカの政策の中心であることは間違いない。この問題でキューバ政府に意見を表明し続ける」と述べた。彼女はまた、（濡れた足と乾いた足政策を採用する）「キューバ調整法」を今後も維持していくと一歩も譲らない意向を明らかにした。
アメリカとキューバの2回目の国交正常化交渉は2月27日からワシントンD.C.で開催された。両政府代表はともに、この交渉を「進展があった」と評価している。キューバ側の代表を務める外務省アメリカ担当局長のジョセフィーナ・ヴィダルは交渉後の記者会見で、「テロ支援国家」の指定解除は国交正常化の前提条件ではないが、キューバにとって優先事項で「重要な問題だ」と強調した。
アメリカとキューバの3回目の国交正常化交渉は3月16日からハバナで開催された。双方の国での大使館再開などについて話し合ったが、合意には至らなかった。協議は翌17日に突然終了したが、キューバ外務省は「今後も協議を継続する」との声明を発表した。
カストロは4月10日からパナマで開催された第7回米州首脳会議に出席した。キューバの首脳が同首脳会議に参加するのは初めてのことだった。彼は直前に30か国ほどの首脳が居並ぶ前でアメリカに対する積年の恨みをぶちまける50分間のスピーチを披露したが、4月11日の両首脳による「歴史的な会談」は友好的なムードの中で行われた。オバマは「冷戦は終わった」と述べ、カストロもオバマを「正直な人物」と評価した。カストロは会談の冒頭で、キューバの人権状況や報道の自由についても議論する用意があると表明したが、「幻想を抱いてはいけない。双方には相違があり、大変な忍耐が必要だ」という発言もしている。会談の場では経済制裁の解除を求めたほか、アメリカからキューバに逃亡した犯罪者の扱いについて協議した。

### 「テロ支援国家」指定解除
キューバ側はアメリカとの国交正常化交渉を進める上で、「テロ支援国家」指定解除が重要な問題だと指摘していた。キューバのほかにはイラン、スーダン、シリアの3か国のみが指定されている。北朝鮮は2008年に指定を解除された。
キューバは南アメリカやアフリカで共産主義のテロ勢力を支援しているとの理由から1982年にテロ支援国家に指定されたが、近年の同国のテロとのつながりについては疑問視する声が多く、アメリカ合衆国国務省もテロとの関係は希薄になっているとの見方を示した。オバマは2015年4月14日にキューバのテロ支援国家指定を解除する方針を連邦議会に伝え、指定解除に必要な文書を議会に提出した。オバマの対キューバ政策は与党の民主党からも批判の声が上がっていたが、異議を唱えることができる45日以内に反対の動議を提出する議員はいなかった。45日間が過ぎた5月29日に解除が発効した。

### キューバ政府の銀行口座
2015年5月19日にキューバ政府がアメリカ国内で銀行口座を開設したことが明らかになった。キューバ側はアメリカとの国交正常化交渉で、銀行口座を使えるようにすることをワシントンに大使館を開設する前提条件として挙げていた。

### 大使館の開設

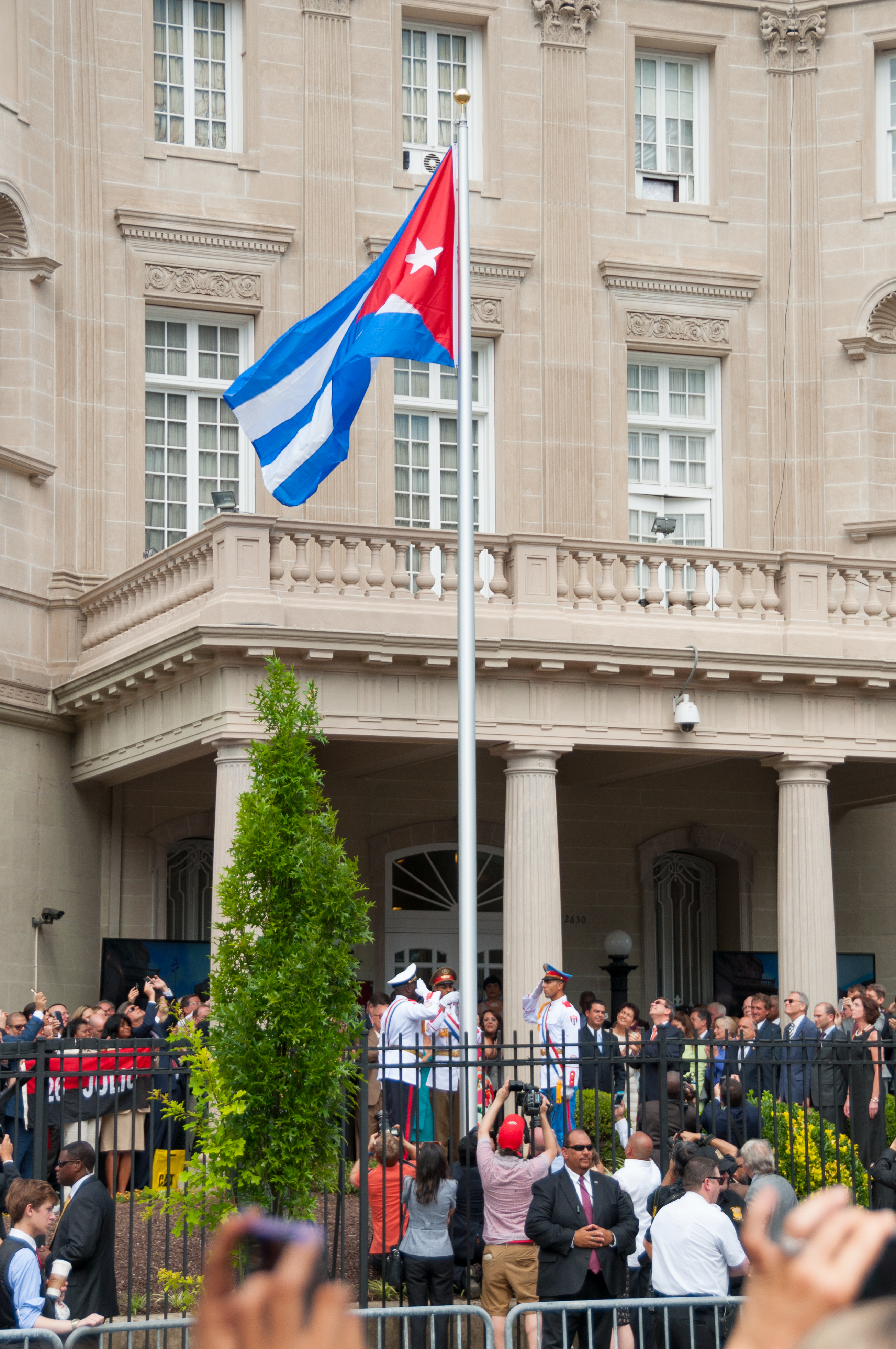
2015年7月20日にワシントンD.C.のキューバ大使館に掲揚されたキューバ国旗

2015年7月1日にアメリカとキューバは54年ぶりに国交を回復することで正式合意した。バラク・オバマとラウル・カストロが親書を交わし、大使館を相互に開設することで一致した。
7月20日にワシントンの「キューバの利益代表部」とハバナの「アメリカの利益代表部」が大使館に格上げされ、アメリカとキューバ両国は国交を回復した。ワシントンのキューバ大使館ではキューバ国旗の掲揚が行われ、キューバの外務大臣ブルーノ・ロドリゲス・パリージャが出席した。ロドリゲスは同日にワシントン市内の国務省を訪れ、アメリカ合衆国国務長官ジョン・ケリーと会談した。ケリーは会談後の共同記者会見で「歴史的な日だ。しかし、完全な関係正常化への道は長く複雑かもしれない」と述べ、両国政府を隔てている課題がまだ多く残っている事実も指摘した。
ケリーは8月14日にアメリカの外交トップとしては70年ぶりにキューバを訪れ、ハバナのアメリカ大使館に星条旗を掲揚する式典に出席した。「我々はもはや敵でもライバルでもなく、隣人として手を差しのべあい、互いの幸福を祈る関係になった」と述べる一方で、キューバ政府に対し人権問題の改善に取り組むよう促した。

### グアンタナモ米軍基地問題
ラウル・カストロはコスタリカで開かれたラテンアメリカ・カリブ諸国共同体（CELAC）の首脳会議に出席中の2015年1月28日に、経済制裁解除やグアンタナモ米軍基地の返還などの根本的な問題が解決しなければ、アメリカとの国交正常化は無理と語った。
アメリカ合衆国国防長官アシュトン・カーターは7月1日の記者会見で、グアンタナモ米軍基地をキューバに返還する計画はないと明言した。グアンタナモ湾はアメリカ合衆国東部とパナマ運河を結ぶ戦略上重要な地点に位置している。また、9.11テロ以降に同基地内の収容キャンプにテロ容疑者を収容しているが、その多くが釈放された後にテロ活動に復帰していることなどから、共和党では閉鎖反対論が強まっている。この問題は現在も解決していない。

### アメリカ政府による経済イニシアティブ
アメリカ連邦政府はキューバとの商取引をより良くするために具体的な目標を述べている。アメリカ側交渉団の代表を務めるロバータ・ジェイコブソンはキューバのインターネット利用や携帯電話のサービスを強化することで、世界経済への統合を支援していくことを提案した。これはアメリカの電気通信事業者のベライゾンやスプリントなどが手がけている。アメリカ企業のAirbnbとネットフリックスも2016年7月終わりまでに、キューバでの活動を開始した。
両国の関係が改善されることで、キューバの観光収入の増加やアメリカ企業のキューバへの商取引拡大が期待される。アメリカ合衆国財務長官ジェイコブ・ルーは「アメリカとキューバの関係がより強く開放的になれば、両国の国民にとってより多くの経済機会が作り出される」と指摘する。2016年3月19日にアメリカのホテルチェーン、スターウッドホテル＆リゾート・ワールドワイドがキューバで3つのホテル事業に乗り出すことを発表した。キューバにアメリカのホテルが進出するのは1959年の革命以来、初めてとなる。3か月後の6月27日に、このうちの最初のホテルがオープンした。

### 郵便サービスと定期航空便の再開

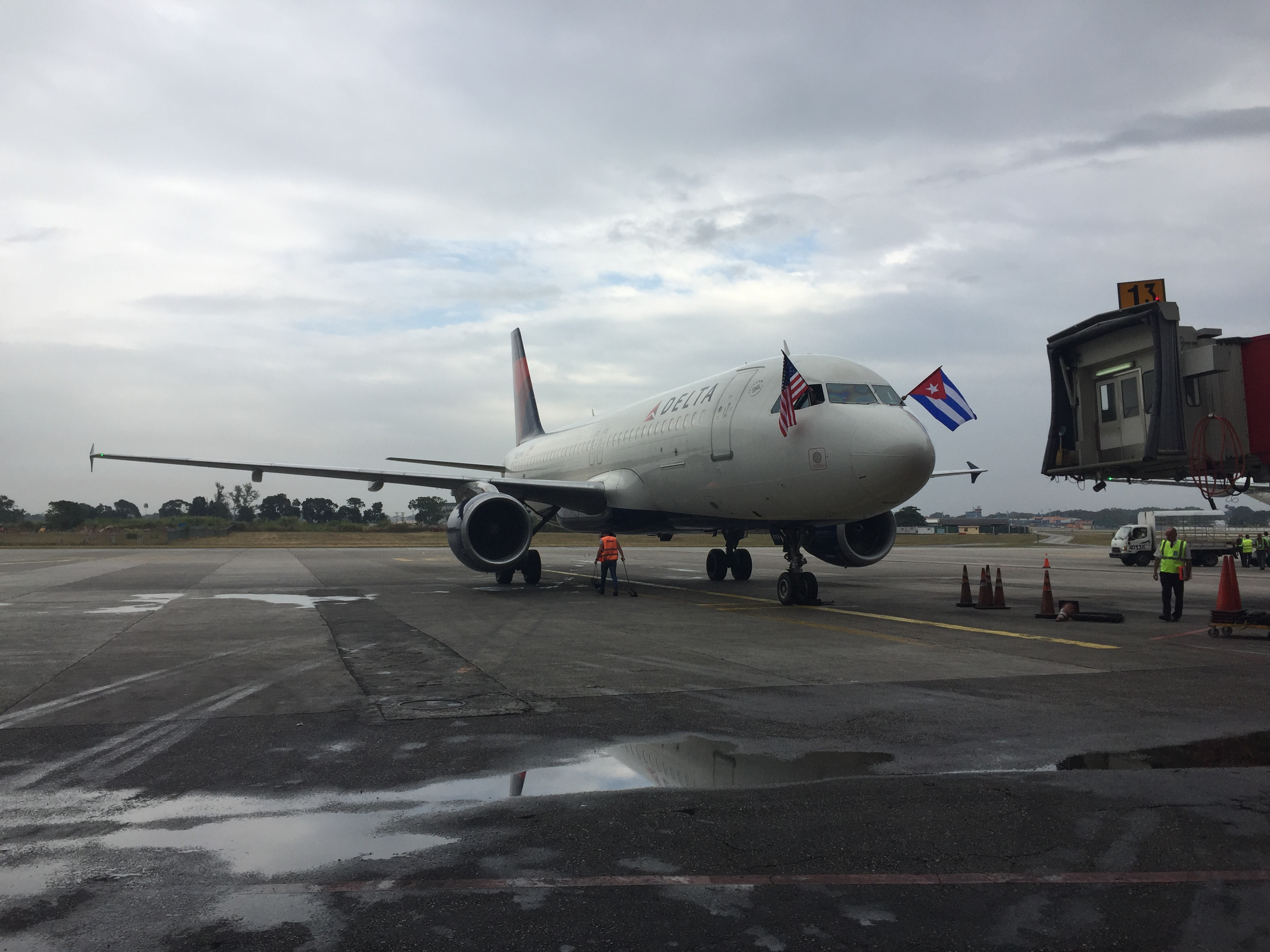
デルタ航空（639便）は2016年12月1日に、55年ぶりにハバナへの帰還を果たした

2015年12月11日にアメリカとキューバはこれまで第三国を経由していた郵便物を今後は直接やり取りすることで合意した。同月17日にアメリカとキューバは定期航空便開設のための取り決めで合意に達した。ただし、純粋な観光目的のアメリカからキューバへの渡航の禁止は継続される。2016年3月17日に両国間の郵便サービスが再開された。
2016年7月7日にアメリカ合衆国運輸省はアメリカの航空会社8社に対し、キューバへの定期航空便のための路線開設を許可したことを発表した。8月31日に両国を結ぶ1961年以来55年ぶりの定期航空便の第一便として、ジェットブルー航空の387便がフロリダ州フォートローダーデールから離陸し、キューバのサンタ・クララに着陸した。この便を皮切りに、アメリカの諸都市とキューバ間で毎日110便が運航される予定となっている。11月28日に、半世紀ぶりに首都ハバナに定期航空便を運航する航空会社として、アメリカン航空とジェットブルー航空の旅客機が相次いでハバナに到着し、新たな歴史を刻んだ。

### アメリカ大統領の訪問

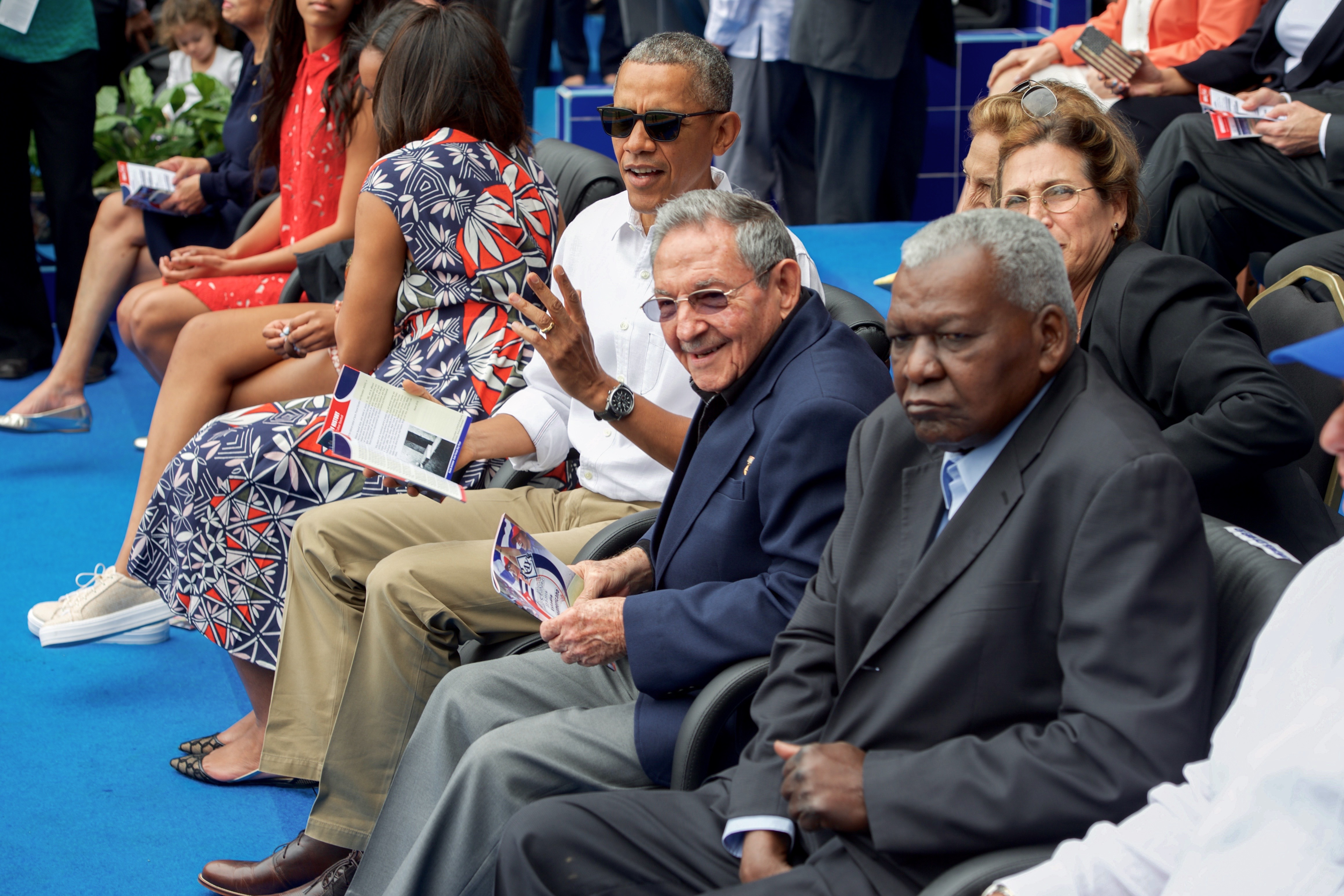
ハバナのエスタディオ・ラティーノアメリカーノで野球親善試合を観戦するオバマとカストロ

バラク・オバマは2016年3月20日から3日間のキューバ訪問を開始した。現職の合衆国大統領がキューバを訪問するのは史上2回目で、1928年のカルビン・クーリッジ以来初めてのことだった。オバマは21日にハバナの革命宮殿でラウル・カストロと1時間にわたり会談し、その後の共同会見で、禁輸はいずれ全面的に解除されると述べた。オバマは訪問最終日の22日にキューバの反体制組織メンバーとハバナのアメリカ大使館で会談して民主化を支援する意向を示す一方、その後の野球親善試合をカストロと並んで観戦した。

### 海の旅
2016年3月にキューバ当局がカーニバルクルーズラインによるマイアミからハバナまでの航行を認可した。空路に続き、海路によるキューバ出生者のアメリカとの往来規制も4月22日に解除されたことから、5月1日にカーニバル社が展開する「ファゾム」ブランドのクルーズ客船、アドニア号がキューバ行き第一便としてマイアミを出発し、翌2日にハバナの港に到着した。アメリカの旅客船がアメリカからキューバへ航行したのは約40年ぶりのことだった。カーニバルはこの1週間のクルーズ旅行は今後月に2回ずつ行われると発表した。
2016年12月に同じくマイアミを拠点とするクルーズ会社であるノルウェージャン・クルーズラインとロイヤル・カリビアン・インターナショナルも相次いでキューバ政府からのキューバ寄港許可を獲得し、キューバへのクルーズ旅行を開始することを決めた。

## 両国の国内政治家の反応

### キューバ
1950年代のキューバ革命の指導者の1人で、2008年よりキューバの国家評議会議長を務めるラウル・カストロは2013年に「新世代への革命のリーダーシップの緩やかで整然とした移行」はすでに進行中であると宣言した。カストロは2013年2月24日に国家評議会議長に再任されたが、2期目の任期が終了する2018年に引退すると表明した。
フィデル・カストロの書簡が2015年1月26日にキューバ共産党の機関紙『グランマ』に掲載された。国交正常化交渉を支持すると表明したが、今でもアメリカの政策は「信用していない」としている。「我々は常にすべての人々との協力と友情を守らなければならない。その中には政敵も含まれる」と述べた。
2014年12月にラウル・カストロはローマ教皇フランシスコの仲介で、キューバとアメリカの関係が改善したことに感謝の意を示した。2015年1月にはサンディーノに、1959年のキューバ革命以来キューバ国内では初のカトリック教会が建設されることが明らかになった。2015年9月19日にキューバを初訪問したフランシスコはハバナでミサを開き、その後にフィデル・カストロとも会談した。
ラウル・カストロは第7回米州首脳会議でのスピーチで、「マニフェスト・デスティニー」を掲げるアメリカがこれまでにキューバに対して行った支配および干渉を批判した。「20か国でおそるべき独裁政権が樹立された。そのうち、12か国の転覆は同時に行われた」と、アメリカがラテンアメリカの多くの独裁政権を支援してきたことも触れた。続いて、キューバ革命後のキューバの苦難について話した。しかしながら、演説の締めの部分では、最近の両国関係の改善を肯定的に評価した。

### アメリカ
アメリカ国内では、オバマの雪解け声明は著名な共和党指導者たちからいくつもの政治的な反発を招いた。その急先鋒がキューバ系アメリカ人の連邦上院議員マルコ・ルビオである。ルビオはオバマの雪解け声明直後に、対キューバ禁輸措置の完全撤廃に向けた法改正を可能な限り多く阻止するために「多数を占める我々共和党が取り得るあらゆる手段を行使するつもりだ」と述べている。2016年アメリカ合衆国大統領選挙の候補者となった彼はその後、大統領に当選したあかつきには大使館を閉鎖して両国の外交関係を以前の状態に取り戻す考えであることを明らかにした。そのほかにも、ジェブ・ブッシュは「数十年にわたり、キューバの人々を抑圧してきたカストロ兄弟」が恩恵を受けることになると強く反対し、テッド・クルーズは「悲劇的な間違い」を犯してしまったと嘆いた。
民主党内でも、キューバ系アメリカ人で連邦上院外交委員会委員長を務めるロバート・メネンデスがグロスとの交換条件に有罪判決を受けた3人のキューバ人スパイを釈放したことについて「キューバの政権に経済的な命綱を渡してしまった」などと述べ、不快感を示した。
その一方で、ランド・ポールやジェフ・フレイクは共和党に所属しているが、通商の拡大がアメリカとキューバ両国に利益をもたらすとの考えから雪解けを歓迎している。ポールは「ルビオ上院議員は孤立主義者のように振る舞っている」「50年にわたる禁輸措置がまったく機能していない。体制変更が狙いであるなら、確実に機能していないようだ」と指摘する。
民主党の最有力大統領候補と目されていたヒラリー・クリントンは「キューバの孤立政策は良い方向を目指すものだったが、地域におけるカストロ政権の勢力拡大を招くのみだった」「アメリカの第一の目的は自由を熱望するキューバ国民を支援することでなければならない」との見解を示し、オバマの政策転換を強く支持している。2015年7月31日には共和党主導の連邦議会に経済制裁の早期解除を求め、「ほとんどの共和党大統領候補は時代遅れの冷戦思考でキューバを見ている」と非難した。

## 世界各国の反応
ラジオ・ポーランドはポーランド外務省がさらに踏み込んで禁輸措置を解除するようにワシントンを奨励していることを伝えた。
キューバに近い同盟国のロシアはさらに踏み込んで禁輸措置を解除し、そして「テロ支援国家」を指定解除するようにワシントンを奨励している。同じくキューバに近い同盟国の中国もキューバとアメリカの外交関係の再開を歓迎している。
一方、イスラエルは国交回復を歓迎する声明を出していない数少ない国の一つであり、政策転換で不意を突かれたときにイスラエル外務省が「むっとした」ことが報じられた。2015年10月27日の国際連合総会において、アメリカによる対キューバ禁輸措置の解除を求める決議案が24年連続で採択されたが、過去最高の191か国が決議に賛成し、アメリカ以外ではイスラエルのみが反対した。
ラテンアメリカ諸国は雪解けを歓迎する声明を公式に発表した。反米で知られるニコラス・マドゥロ大統領も「価値があり、歴史上必然的なジェスチャー」「フィデル・カストロの勝利だ」と評価している。そのほかにも、元コロンビア大統領で南米諸国連合（UNASUR）事務局長のエルネスト・サンペールが「キューバのみならず、地域全体にとっても非常におめでたいニュースだった」と述べ、パナマのフアン・カルロス・バレーラ大統領が「地域統合の夢」を実現する首脳会議（第7回米州首脳会議）が開催されると話した。アルゼンチン政府は両国の国交正常化後に、対キューバ禁輸措置の終結に期待を表明している。
欧州連合（EU）は「歴史的な転換点」を迎えたとして歓迎の意を表明し、「（1989年に崩壊したベルリンの壁とは別の）もう1つの壁が崩れ始めた」と評価している。
カナダの外務大臣ジョン・ベアードは『アトランティック』のジェフリー・ゴールドバーグに、オバマ政権の政策転換はキューバを良い方向に導くための助けになることを示唆している。

## メディアの見解
マスメディアは両国に多種多様な社会的利益や経済的利益をもたらすだけでなく、いくつかのあまり目立たない影響を及ぼすことになると見ている。『ニューズウィーク』はキューバの雪解け機運が報じられた直後に、アメリカの証券市場が一度、急騰したことを伝えている。ロイターは雪解けによって、キューバ政府がアメリカ当局から要求されている逃亡者を引き渡す可能性が高まると予測している。ブルームバーグ・ニュースは雪解けによって、球団がキューバ人選手と契約する大きな機会を新たに獲得することになり、メジャーリーグベースボールに恩恵をもたらすことになると報じている。『ウォール・ストリート・ジャーナル』はキューバの一般人が大挙して自分の家を購入・販売する「不動産革命」が進行中であることや、キューバ国内で英語教育が以前より重視されるようになっていることを伝えている。
『ニュー・リパブリック』はキューバの雪解けは「オバマ政権の最大の外交成果」だと位置づけている。インドネシアの雑誌『ストラテジック・レビュー』はビル・クリントンが20年前にベトナムとの国交正常化を実現させる過程で採用した政策が良い手本になると提案している。
キューバの代表的な新聞『グランマ』はキューバの雪解けに関する多くの論文を発表した。「国際世論がアメリカのテロ支援国家指定からキューバを除外することを支持している」「オバマ大統領の決定は彼が両国関係を改善することを目的に政策転換を進める上で重要なステップとして、受け止められている」と述べている。さらに、「キューバ政府は絶対に含まれるべきではなかったリストからキューバを除外するためのアメリカ合衆国大統領の正しい決定と受け止めている」と述べ、「テロ行為を扇動、支援、資金の融資あるいは隠蔽することを意図したいかなる行為のみならず、あらゆる形式や兆候をひっくるめたすべてのテロ行為を拒否し、非難する」と繰り返している。

## 世論
2016年1月にピュー研究所が実施した調査によると、アメリカ人の63%がキューバとの国交正常化に向けたオバマ政権の政策転換を支持していることがわかった（不支持は28%）。共和党（40%）支持者で正常化を支持する者の割合は民主党支持者（74%）や無所属支持者（67%）と比べてかなり低い。また、アメリカ人の66%が対キューバ禁輸措置の解除を支持していることがわかった（不支持は28%）。国交正常化と貿易解禁の両方を支持する者の割合はいずれの人種・民族グループ（白人の62％、黒人の64％、ヒスパニックの65％）とあらゆる年齢層で高いが、高齢者層のアメリカ人よりも若年層のアメリカ人で支持する者の割合が高くなっている。大学を卒業したアメリカ人（77%）が圧倒的に関係の修復を支持する一方、大学中退者（59%）と高等学校が最終学歴となった者（53%）は支持する者の割合が低い。国交正常化と貿易解禁は幅広く支持されているが、キューバが今後数年間で「より民主的になる」と信じていたのは調査対象となったアメリカ人のわずか32%に過ぎず、キューバの政情は今後数年間では変わらないと考える者の割合は60%にのぼった。

## 雪解けからの後退

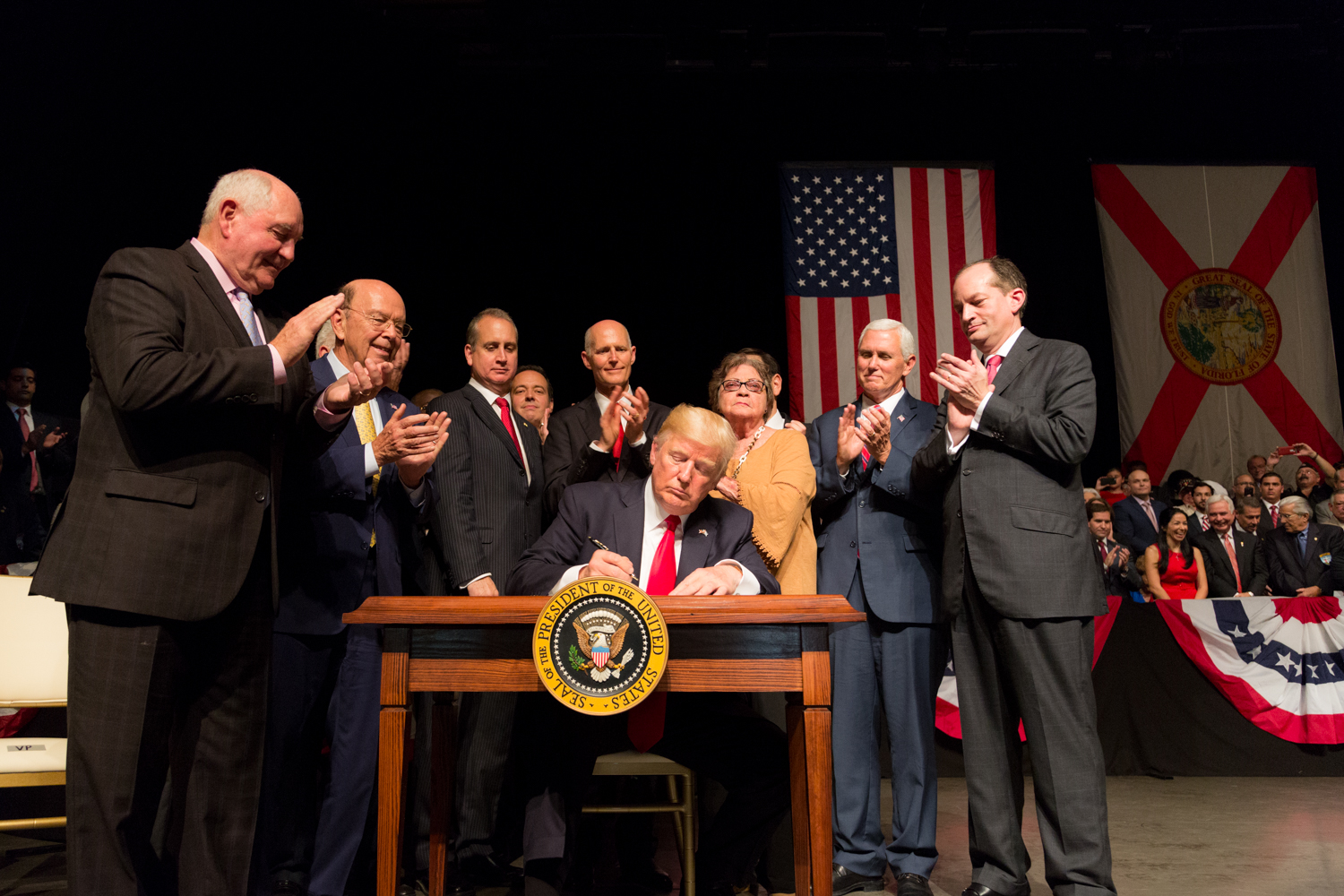
ドナルド・トランプは2017年6月16日にマイアミで対キューバ政策の見直しを発表し、大統領覚書に署名した

2016年アメリカ合衆国大統領選挙でキューバへの経済制裁の継続を主張するドナルド・トランプが勝利した。ラウル・カストロはトランプが大統領に就任した後の最初の公式な反応で、「主権や独立に関して決して（アメリカに）妥協しない」考えを示している。
トランプは2017年6月16日に渡航規制の厳格化や商取引の規制など制裁を強化する対キューバ政策を発表し、規制強化を指示する文書に署名した。制裁を緩和したオバマ前政権の融和的な政策について「ひどく悪く、誤っている」と位置づけている。新たな措置により、ラウル・カストロの娘婿が最高経営者を務め、キューバ軍の支配下にある50社以上の複合企業GAESAとの金融取引が禁止される。同社はアメリカのホテルチェーン大手、マリオット・インターナショナルなど複数の外国企業との合弁事業に関わっており、国交正常化に伴うアメリカ人観光客増加の恩恵を受ける見込みだった。キューバ人エコノミストはキューバの外貨収入の40-60%をこのGAESA傘下の企業が稼いでいるとの見解を示している。アメリカ人の個人による観光目的でのキューバへの渡航は再び禁止され、教育関連団体や親族訪問目的での渡航のみに制限される。
ただし、公約を実現する姿を支持層に強調するのが狙いで、新政策は微修正に過ぎないとの見方が大勢を占めている。ハバナにあるアメリカ大使館は維持するほか、キューバとの外交関係は保つとしている。新たな制限はアメリカ合衆国財務省およびアメリカ合衆国商務省が立案する、適切な規制が施行された後にのみ有効となる。
トランプ政権は2017年11月8日、6月に表明したキューバに対する制裁強化策を9日から実施すると明らかにした。キューバ軍・情報機関と経済的に結びつきのある企業など180団体のリストを公表し、アメリカ企業に対し取引を禁止した。アメリカ人がキューバを訪問する場合はアメリカ企業の団体旅行に参加する必要があるが、旅行者は制裁リストに挙がったホテルやレストランなどの利用が禁止されることになる。
定期便を運航していたアメリカの航空会社の多くは2017年11月までにキューバへの運航を停止した。
トランプ政権はさらに2019年6月4日、アメリカ国民を対象にしたキューバへの渡航制限を強化すると発表した。人的交流などを目的とした団体での渡航や、クルーズ船や自家用ジェットの使用も禁止されることになった。これに対し、キューバの外務大臣ロドリゲスは「キューバの経済を窒息させ、国民の生活水準を損なうことで政治的譲歩を強制的に引き出す狙いがある」と反発した。アメリカ政府はベネズエラのマドゥロ政権や、同政権を支援するキューバへの制裁を強化するなどして圧力を強めている。
トランプ政権は2021年1月11日、キューバへのテロ支援国家再指定を発表した。オバマ前政権で副大統領を務めたジョー・バイデンの大統領就任を20日に控え、対キューバ融和路線に戻るのを妨害する狙いがあるとみられる。バイデンは大統領就任後、キューバ政策の見直しを進めていたが、同月7月にキューバで大規模な反政府デモとそれに対する弾圧が行われたことを受け、キューバを失敗国家であると非難し、強硬姿勢を打ち出している。